# Jan Ivarsson
Jan Ivarsson, född 13 december 1931, död 10 april 2025, var en svensk översättningsvetare, specialiserad på medieöversättning.

## Biografi
Ivarsson studerade matematik, fysik, litteratur, skandinaviska språk och engelska vid Uppsala universitet. Han var mycket engagerad i studentteatern och arbetade senare på den kommunala teatern. Från 1960 till 1963 undervisade han på Christian-Albrechts-Universität i Kiel och från 1963 till 1970 undervisade han i svenska språk och litteratur vid Sorbonne i Paris. Senare undervisade han från 1965 till 1970 på École Supérieure d'Interprètes et de Traducteurs i Paris och arbetade på ett antal teatrar i Paris. Från 1970 till 1978 var han generalsekreterare för det svenska kulturcentret i Paris.
Han återvände till Sverige 1978 och arbetade som undertextare i Stockholm inom film och tv, främst för Sveriges Television (SVT). Han blev programmeringschef och specialiserad inom drama. Han arbetade med ScanTitling/Cavena på ett nytt datoriserat tidskodat undertextsystem på SVT. Han gick i pension 1995 och flyttade till kuststaden Simrishamn i södra Sverige där han fortsatte att arbeta som frilansöversättare och undertextare.

## Arbete
Ivarsson har översatt sångtexter, drama, TV-program och böcker från franska, tyska och engelska till svenska. 1992 publicerade han Subtitling for the Media - A Handbook of a Art och 1998 publicerade han och Mary Carroll den inflytelserika läroboken Subtitling. Hans ”korta tekniska historia av undertexter i Europa” är fortfarande en av de få vetenskapliga källorna om undertextshistoria och har citerats i stor utsträckning.
Från 1992 till 1996 samarbetade han med arbetsgruppen Language Transfer of the European Transfer for Media och 1995 var han med och grundade European Association for Studies in Screen Translation (ESIST), där han under några år verkade som vice ordförande.

## Utmärkelser
Jan Ivarsson-priset delas ut av European Association for Studies in Screen Translation för ovärderliga insatser för medieöversättning. Den första utmärkelsen gavs Ivarsson själv i Berlin på 2010 års Språk- och Mediakonferens som hålls vartannat år, för hans banbrytande bidrag till undertextning. Bland senare vinnare av Jan Ivarsson-priset återfinns undertextaren Mary Carroll (2012) och medieöversättningsvetaren Jorge Díaz Cintas (2014).

## Utvalda publikationer
- Subtitling for the Media. A Handbook of an Art. Stockholm, Transedit, 1992
- Subtitling. Simrishamn, Transedit, 1998
- A short technical history of subtitles in Europe. (2010)